# Осодоева, Екатерина
Екатерина Осодоева (Кукшинова) ― российская бурятская танцовщица, Заслуженная артистка Республики Бурятия (2018), солистка Бурятского государственного национального театра песни и танца «Байкал».

## Биография
Родилась в 1986 году.
В 2008 году окончила ВСГАКИ по специальности «Педагог бально-спортивных танцев». В 2009 году начала служить в Бурятском театре песни и танца «Байкал». Её трудолюбие и природой заложенные лидерские качества вывели её на уровень солистки театра. Всего за один год освоила весь текущий репертуар театра, стала выезжать на гастроли.
Её дебютом на крупных выступлениях стала премьера шоу «Блеск Азии» в 2009 году. В том же году она исполнила сольные партии в танцевальном проекте «Феерия Танца». Участвовала в Днях экономики и культуры Бурятии в Москве в 2010 году.
Принимала участие в спектаклях и проектах: «Эхо страны Баргуджин Тукум», «От Монголов к Моголам», «Угайм Сүлдэ», где сыграла одну из главных ролей младшей сестры Гоа-Марал, Республиканском фестивале «Ночь Ёхора». В 2014 году танцевала на Международном фестивале Народного танца монголо-язычных народов Мира в городе Улан-Батор (Монголия), выступала во Всероссийском фестивале-выставке народной культуры в городе Сочи, в Межрегиональном фестивале «Буха ноёной Ехэ Тайлган».
В постановке театра «Мифы и Легенды озера Байкал» исполнила сложную по своей структуре и манере сольную партию шаманки Айсухан. Этот спектакль был удостоен Государственной премии Республики Бурятия в области искусств в 2016 году. В 2015 году выезжала на гастроли по городам Транссибирской магистрали: Абакан, Кызыл, Иркутск. В Новогоднем шоу исполняла сольные номера «Румба», «Пасодобль», «Бразильский Карнавал», «Восточная Румба», «Несбывшаяся Любовь».
В 2016 году вместе с театром участвовала в больших гастролях в городах Москва и Санкт-Петербург, которые были посвященны Дням культуры и искусства Улан-Удэ, проводимых в рамках 350-летия со дня образования города. Гастроли прошли на высоком уровне, зрители получили неизгладимое впечатление от концертной программы театра «Байкал». В 2017 году вместе с женским составом балета выезжала в Германию на юбилейный Дрезденский оперный бал.
Весной 2017 года в составе театра артистка приняла участие в телевизионном проекте «Танцуют все!» (канал «Россия-1». Профессионализм Осодоевой (Кукшиновой) за сольное исполнение танца «Самба» в финальном номере проекта был отмечен известным чемпионом мира по бальным и спортивным танцам Евгением Папунаишвили. Танцоры театра «Байкал», соревнуясь с профессиональными коллективами страны, завоевали главный приз проекта – Кубок Победителя и звание Лучший танцевальный коллектив России.
Награждена дипломом чемпионата Бурятии по спортивным танцам «Весенний Бал―2005». Через год повторила свой успех и снова получила диплом первенства Республики Бурятия по спортивным танцам «Весенний Бал―2006».
За заслуги в деле развития бурятского танцевального искусства Екатерина Осодоева (Кукшинова) в 2018 году была удостоена почётного звания «Заслуженная артистка Республики Бурятия».